# Condado de Casa Romero
El condado de Casa Romero es un título nobiliario español creado por real decreto de 8 de junio y el subsecuente real ddespacho de 18 de diciembre de 1829, por el rey Fernando VII, con el Vizcondado previo de Núñez, a favor de Francisco Romero y Núñez de Villavicencio, nacido en La Habana, Cuba, el 4 de octubre de 1793, fue Capitán de Milicias de Infantería de esta plaza por Real título de 7 de julio de 1811, Gentil-hombre de Cámara de Su Majestad y Caballero de la orden de Alcántara por Real título de 21 de septiembre de 1835, hijo de Alonso Fernández Romero y Palma y de María Josefa Núñez de Villavicencio y Núñez de Villavicencio, hermano por tanto de Felipe Fernández-Romero y Núñez de Villavicencio I marqués de Casa Núñez de Villavicencio y Jura Real.

## Condes de Casa Romero
|                           | Titular                                        | Periodo                   |
| Creación por Fernando VII | Creación por Fernando VII                      | Creación por Fernando VII |
| ------------------------- | ---------------------------------------------- | ------------------------- |
| I                         | Francisco José Romero y Núñez de Villavicencio | 1829-1860                 |
| II                        | Francisco de Paula Romero y Cárdenas           | 1861-1915                 |
| III                       | Francisco de Paula Romero y de León            | 1917-1923                 |
| IV                        | Felipe Romero y Ferrán                         | 1927-1948                 |
| V                         | Pedro Miguel Romero y Ferrán                   | 1950-1986                 |
| VI                        | Carlos Felipe Theye y Romero                   | 1988-2015                 |
| VII                       | Carlos Eduardo Theye y Subirats                | 2017-                     |

## Historia de los Condes de Casa Romero
- Francisco José Romero y Núñez de Villavicencio, I Conde de Casa Romero.[3] Casó dos veces:

1. en la parroquia de Pipián, La Habana, Cuba año de 1821, con María de Jesús de Zaldívar y Tantete, Murguía y Armenteros-Guzmán, hija de José Zaldívar y Murguía, I conde de Zaldívar, y de María del Carmen Tantete y Armenteros, sin sucesión;
2. en la parroquia del Espíritu Santo, La Habana, Cuba, el 22 de enero de 1836 con María de los Dolores de Cárdenas-Vélez de Guevara y Cárdenas-Vélez de Guevara, Garro y Chacón. Le sucedió su hijo:

- Francisco de Paula Romero y Cárdenas (La Habana, Cuba, 1 de marzo de 1839-La Habana, 29 de agosto de 1915), II conde de Casa Romero, II marqués de Casa Núñez de Villavicencio y Jura Real (por rehabilitación en 1908).

Casó con Carolina María de la Asunción de León y Gregorio. Le sucedió, en 1917, su hijo:
- Francisco de Paula Romero y de León (La Habana, Cuba, 25 de agosto de 1864 - Barcelona, España, 20 de enero de 1923), III Conde de Casa Romero, III Marqués de Casa Núñez de Villavicencio y Jura Real.

Casó con María Luisa García de Corugedo y Ruiz. Sin descendientes. Le sucedió, en 1927, su sobrino:
- Felipe Romero y Ferrán (La Habana, Cuba, 30 de marzo de 1901-La Habana, 19 de noviembre de 1948), IV conde de Casa Romero

Casó con María de Lourdes González del Valle y Hierro. Sin descendientes. Le sucedió, en 1950, su hermano:
- Pedro Miguel Romero y Ferrán (La Habana, Cuba, 3 de agosto de 1904-1986), V conde de Casa Romero, IV marqués de Casa Núñez de Villavicencio y Jura Real.

Casó con Vivien Conil e Hidalgo. Sin descendientes. Le sucedió, en 1988, su sobrino:
- Carlos Flipe Theye y Romero (La Habana, Cuba, 1932-Miami, Florida, junio de 2015), VI Conde de Casa Romero, VI Marqués de Casa Núñez de Villavicencio y Jura Real.

Casó con Silvia Subirats y Betancourt. Le sucedió en 2017, su hijo:
- Carlos Eduardo Theye y Subirats (La Habana, Cuba), VII conde de Casa Romero,[4] VII Marqués de Casa Núñez de Villavicencio y Jura Real.

Caso con Kerrie Ann Goulette y Leroux en 2 de julio de 1999.  Dando a luz a Isabel Marie Theye, Sofia Maria Theye y Carlos Johannes Theye